# نیسان هایپرمینی
هایپرمینی (Hypermini) خودرویی است که بین سپتامبر سال‌های ۱۹۹۹ دسامبر ۲۰۰۱ تولید شده‌است. طول آن در حالت طبیعی ۲٬۶۵۵ میلیمتر (۱۰۴٫۵ اینچ)، عرض آن در حالت طبیعی ۱٬۴۷۵ میلیمتر (۵۸٫۱ اینچ)، ارتفاع آن در حالت طبیعی ۱٬۵۵۰ میلیمتر (۶۱٫۰ اینچ) و وزن آن در حالت طبیعی ۸۴۰ کیلوگرم (۱٬۸۵۲ پوند) است.